# Ofiolit
Ofiolit (af græsk ophis, orm, og lithos, sten) er fragmenter af oceansk jordskorpe som i kollision med en anden kontinentalplade er havnet på land.
En fuldstændig ofiolitsekvens omfatter alle den oceanske plades bjergarter, fra dybhavssediment og dybere via pudelava, diabasgange og gabbro til ultrabasiske bjergarter.
Jormuaofioliten i Finland er en af de ældste ofioliter.